# Herb Graffis
Herb Graffis, né le 31 mai 1893 à Logansport et décédé le 13 février 1989 à Fort Myers, était un écrivain américain autour du golf et également administrateur, sa vie s'est tournée à promouvoir ce sport, en reconnaissance il a été introduit au World Golf Hall of Fame en 1977.
Graffis est né à Logansport dans l'Indiana. Il a écrit pour le compte de journaux tels que Chicago Sun-Times et a fondé Chicago Golfer, Golfdom et Golfing. Il a collaboré avec Tommy Armour pour trois livres d'instructions du golf. En 1975, il a publié un livre retraçant l'histoire de la PGA of America.
Graffis est aussi à l'origine de divers organisations du golf : la National Golf Foundation, the Golf Writers Association of America, the Golf Course Superintendents Association, the Club Managers Association. Il a publié le premier programme de l'Open américain en 1928.

## Livres
- Better Golf Through Better Practice avec Jules Platte, Hardcover, (1958).
- World of Golf, Hardcover, (1965).
- ESQUIRE'S WORLD OF GOLF: What Every Golfer Must Know, Hardcover, (1965).
- The PGA, Hardcover, (1975).
- A Treasury Of Golf Tips, Paperback, (ré-édition 2007).